# Tilling
Tilling (del inglés Targeting Induced Local Lesions in Genomes) es una técnica de genética molecular que permite hacer un análisis de mutaciones en muchos individuos para un gen concreto. Empleado profusamente y desarrollado en Arabidopsis, es una técnica de genética inversa de uso frecuente en otros organismos, como maíz, pez cebra, trigo, soja, tomate y lechuga.

## Fundamento
La técnica emplea una mutagénesis química inducida por etilmetanosulfonato o naranja de acridina sobre un grupo de individuos; tras este protocolo, se detecta mediante la técnica adecuada la presencia de mutaciones en el gen deseado.